# The Big Doe Rehab
The Big Doe Rehab ist das siebte Soloalbum des US-amerikanischen Rappers Ghostface Killah. Es erschien am 4. Dezember 2007 über die Plattenfirma Def Jam Recordings.

## Titelliste
1. At the Cabana Skit (feat. Rhythm Roots Allstars, Raekwon und Shawn Wigs) – 1:12
2. Toney Sigel A.K.A. the Barrel Brothers (feat. Beanie Sigel, Styles P und Solomon Childs) – 3:01
3. Yolanda’s House (feat. Raekwon, Method Man und Joi Starr) – 3:12
4. We Celebrate (feat. Kid Capri) – 4:13
5. Walk Around (feat. Jayms Madison) – 3:32
6. Yapp City (feat. Trife Da God und Sun God) – 3:43
7. White Linen Affair (Toney Awards) (feat. Shawn Wigs) – 4:07
8. Supa GFK – 3:38
9. Rec-Room Therapy (feat. Raekwon und U-God) – 3:13
10. The Prayer Skit (feat. Ox aka Popa Don) – 1:23
11. I'll Die for You (feat. Amille D. Harris) – 3:06
12. Paisley Darts (feat. Raekwon, Sun God, Trife da God, Method Man und Cappadonna) – 5:36
13. Shakey Dog Starring Lolita (feat. Raekwon) – 3:09
14. ! Skit (feat. Rhythm Roots Allstars, Shawn Wigs und Raekwon) – 0:36
15. Killa Lipstick (feat. Method Man und Masta Killa) – 3:38
16. Slow Down (feat. Chrisette Michele) – 2:36

## Rezeption

### Chartplatzierungen
The Big Doe Rehab stieg auf Platz 41 der US-amerikanischen Billboard 200 ein. Nach fünf Wochen verließ die Veröffentlichung die Charts wieder.

### Kritik
Die E-Zine Laut.de bewertete The Big Doe Rehab mit drei von möglichen fünf Punkten. Aus Sicht der Redakteurin Dani Fromm erreiche das Album nicht die „musikalische Komplexität der Vorgänger“ Fishscale und More Fish. Dennoch biete mit The Big Doe Rehab „ein im Vergleich eher mittelprächtiges Album exzellente Unterhaltung.“ Bei Ghostface Killah handele es sich um eine „Ausnahmefigur im zu oft so drögen Geschäft“, die auch nach zahlreichen Jahren als Rapper „von der ersten Zeile an ungebrochen hungrig“ klinge. Die Geschlossenheit des Albums wird von Fromm bemängelt. So klaffen zwischen „der Überdosis karibischen Sommers, der in den Latinoflavor-geschwängerten In- und Outros aus der Box flock[e], dem crunken Gebrüll eines Kid Capri in ‚We Celebrate‘, mit Hingabe und Nostalgie in Szene gesetzten Soul-Samples, derben Gangster-Geschichten (‚Yapp City‘), ausgiebigem Namedropping bei der Verleihung der Toney Awards in ‚White Linen Affair‘ und dem inbrünstig a cappella vorgetragenen Gesang von ‚The Prayer‘“ logische Lücken.